# Ophichthus naga
Ophichthus naga — вид вугроподібних риб родини гострохвостих вугрів (Ophichthidae).

## Поширення
Вид відомий лише з єдиного зразка, що зібраний донним тралом з глибини 455—457 м неподалік узбережжя М'янми.